# Туркебай
Туркебай (каз. Түркебай, до 1993 г. — Куйбышево) — село в Жетысайском районе Туркестанской области Казахстана. Входит в состав Кызылкумского сельского округа. Код КАТО — 514471600.

## Население
В 1999 году население села составляло 299 человек (154 мужчины и 145 женщин). По данным переписи 2009 года, в селе проживало 278 человек (138 мужчин и 140 женщин).